# 26474 Davidsimon
26474 Davidsimon este un asteroid din centura principală de asteroizi.

## Descriere
26474 Davidsimon este un asteroid din centura principală de asteroizi. A fost descoperit pe 7 ianuarie 2000 la Socorro, New Mexico, în cadrul proiectului LINEAR. Asteroidul prezintă o orbită caracterizată de o semiaxă mare de 2,34 ua, o excentricitate de 0,15 și o înclinație de 8,2° în raport cu ecliptica.